# Laban Ferdinánd
Laban Ferdinánd (Pozsony, 1856. február 1. – Berlin, 1910. december 30.) magyar származású német irodalomtörténész, művészettörténész.

## Életpályája
Tanulmányait Kolozsváron, Strasbourgban és Berlinben végezte el; bölcsészdoktori végzettséget szerzett. A berlini királyi múzeumok könyvtárnoka volt.
Cikke, a Homer és Petőfi a Petőfiana című munkában jelent meg (szerkesztette: Farnos Dezső, Kolozsvár, 1889).

## Művei
- Die Schopenhauer-Literatur. Versuch einer chronologischen Uebersicht derselben. F. A. Brockhaus, Leipzig 1880; Reprint: Franklin, New York, NY 1970, OCLC 1862983
- Auf der Haimburg (1881)
- A prosopopoeia Leuaunál és befolyása Petőfire (Kolozsvár, 1882)
- Dialogische Belustigungen (Die Hinterlassenschaft eines Einsiedlers) (Presburg, 1883)
- Eine Kindheitsidylle (1885)